# Seth Lister Mosley
Pour les articles homonymes, voir Mosley.
Seth Lister Mosley (1847-1929) est un naturaliste, ornithologue et conservateur de musée britannique qui vivait à Huddersfield, Yorkshire de l'Ouest. 

## Biographie
Issu d'une famille ouvrière, il ne reçoit qu'une éducation limitée. Il travaille d'abord comme peintre-décorateur avant de devenir naturaliste professionnel indépendant en 1877, devenant l'un des naturalistes britanniques les plus éminents de la fin du XIXe siècle. Il est l'un des pionniers de la protection des oiseaux et s'engage publiquement contre la chasse aux oiseaux pour les expositions de musée.
Il est l'un des premiers muséologues indépendants de Grande-Bretagne et visite un nombre important de musées à travers le pays, observant leurs collections d'histoire naturelle et fournissant des ressources éducatives.
Il dirige plusieurs musées privés à Huddersfield avant d'être nommé conservateur des collections au Huddersfield Technical College. Il est nommé conservateur de Soppitt par la Yorkshire Naturalists' Union à la suite du décès de Henry Thomas Soppitt (en) en 1899 et est devenu le premier conservateur à Huddersfield's Tolson Memorial Museum en 1922.
Il est également le rédacteur en chef et le principal contributeur de plusieurs publications nationales de vulgarisation scientifique de premier plan, notamment The Naturalist's Journal et Young Naturalist.